# Marc Lewon

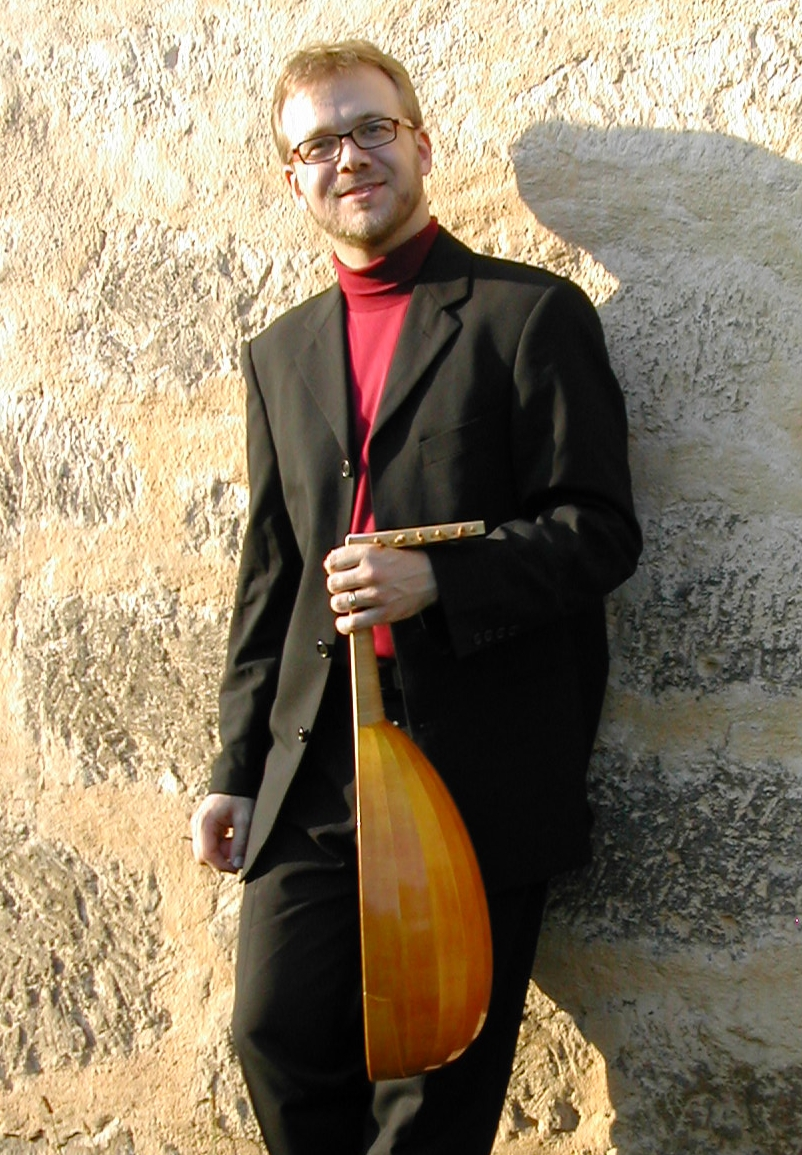
Marc Lewon (2005)

Marc Lewon (* 1972 in Frankfurt am Main) ist ein deutscher Musiker und Musikwissenschaftler.

## Leben und Wirken

### Ausbildung
Marc Lewon war 1990 Austauschschüler an der Climax High School in Climax, Minnesota. Er studierte von 1995 bis 2002 Musikwissenschaften bei Thomas Schipperges und Silke Leopold und Germanistik an der Universität Heidelberg und von 2002 bis 2007 Laute bei Crawford Young, Fidel bei Randall Cook und Gesang an der Mittelalterabteilung der Schola Cantorum Basiliensis.
Er ist Spezialist für die deutschsprachige Musik des Mittelalters, darunter Minnesang (Neidhart, Oswald von Wolkenstein), Sangspruchdichtung und die frühen deutschen Liederbücher (Lochamer-Liederbuch, Glogauer Liederbuch), sowie Instrumentalmusik des Spätmittelalters. 2018 erhielt er den Doctor of Philosophy in Music von der Universität Oxford unter Reinhard Strohm.

### Musiker
Marc Lewon ist als Lautenist und Fidelspieler bei verschiedenen Ensembles für Musik des Mittelalters und Renaissancemusik tätig. Er verfolgt eine weltweite Konzerttätigkeit, wirkte mit bei über 60 CD-Produktionen sowie Rundfunkaufnahmen. Solistisches und Ensemblespiel vollzog er bei den Ensembles Unicorn (Michael Posch), Perlaro, Peregrina, Dragma, Shield of Harmony (Crawford Young und Andreas Scholl), Le Miroir de Musique (Baptiste Romain), Per-Sonat (Sabine Lutzenberger), Dulce Melos, a chantar und Grand Desir. Sein eigenes Ensemble Leones gründete er 2008 für spezielle Projekte zu Früher Musik. Zwischen 2011 und 2018 war er künstlerischer Berater der Tage Alter Musik & Literatur in Worms wunderhoeren und ist seit 2012 künstlerischer Berater des Festivals für Musik und Literatur des Mittelalters Klangraum Dobra, wo er mit Leones seit 2015 das "Ensemble in Residence" stellt. Seit 2017 sitzt er im Vorstand der Berliner Goldberg Stiftung und ist Gründungs- und Vorstandsmitglied des Basler Vereins ReRenaissance, wo er seit 2020 für die monatliche Veranstaltung von Konzerten mit Renaissancemusik im Historischen Museum Basel, Barfüsserkirche mitverantwortlich ist.

### Lehrtätigkeit
Marc Lewon unterrichtete im Fach „Mittelalterliche Musik“ Theorie und Ensemble an der Schola Cantorum Basiliensis (2015), an der Musikhochschule Leipzig (2007–2008), an den Musikwissenschaftlichen Instituten der Universitäten Wien (2013) und Heidelberg (2015), bei den Etappen für Alte Musik auf Burg Fürsteneck. Er ist Gründer und gemeinsam mit Uri Smilansky Leiter der zweijährigen berufsbegleitenden Fortbildungsreihe für Musiker und Musikpädagogen zur Musik des Mittelalters Frühe Musik der Hohen Stände und der Resonanzen der Musik des Mittelalters in der Akademie Burg Fürsteneck. Im September 2017 trat er die Nachfolge von Crawford Young als „Professor für Lauteninstrumente des Mittelalters und der frühen Neuzeit“ an der Schola Cantorum Basiliensis an.

### Forschung
Seit 2010 ist Marc Lewon gemeinsam mit Birgit Lodes (Universität Wien) und Reinhard Strohm (University of Oxford) mit dem internationalen Forschungsprojekt Musikleben des Spätmittelalters in der Region Österreich (ca. 1340–ca. 1520) der Universität Wien beschäftigt, gefördert vom Fonds Wissenschaftliche Forschung (FWF). Seit März 2023 ist er Teil des österreichisch-deutsch-schweizerischen Forschungsprojekts E-LAUTE (Electronic Linked Annotated Unified Tablature Edition – The Lute in the German-Speaking Area 1450–1550), das vom internationalen Forschungsprogramm WEAVE gefördert wird.

## Veröffentlichungen  (Artikel, Editionen)
- The Krasiński Codex/Kodeks Krasińskich. A performer’s edition with essays an a critical commentary. Agnieszka Budzińska-Bennett (Einführung und Kommentar) und Marc Lewon (Musikedition, Rekonstruktion und Kommentar), Krakau: PWM Edition, 2025.
- Thilo Hirsch, Marc Lewon, Grit Jacobs, Theobald Fuchs, Matéo Crémades und Marina Haiduk: The Wartburg gittern: new insights. In: Early Music (EM), 2025; caae048, https://doi.org/10.1093/em/caae048
- Marc Lewon: Hoe zing je meerstemmig? Een handleiding uit de negende eeuw. In: Loni Verweij, Xavier Vandamme, Jed Wentz und Vera Vos (Hrsg.): Tijdschrift Oude Muziek (TOM), Utrecht 04/2023, S. 16–21.
- Uri Smilansky und Marc Lewon: Competing Ontologies of Musical Improvisation: A Medieval Perspective. In: Alessandro Bertinetto und Marcello Ruta (Hrsg.): The Routledge Handbook of Philosophy and Improvisation in the Arts. Taylor & Francis, New York 2021 (Routledge Handbooks in Philosophy), S. 315–327.
- Review: Maximilians Lieder. Nicole Schwindts Untersuchung zur weltlichen Musik in deutschen Landen um 1500. In: Musik & Ästhetik (25. Jahrgang, Heft 98), Stuttgart: Klett-Cotta, April 2021, S. 107–111.
- "Übersingen" and "Quintieren": Non-Mensural Polyphony in Secular Repertories: Oswald von Wolkenstein and the Monk of Salzburg. In: Tess Knighton und David Skinner (Hrsg.): Music and Instruments of the Middle Ages: Essays in Honour of Christopher Page. Boydell & Brewer, Woodbridge 2020 (Studies in Medieval and Renaissance Music), S. 385–404.
- "Den Techst vber das geleӱemors Wolkenstainer". Investigating the Workshop of a Professional Contrafactor. In: Basler Beiträge für historische Musikpraxis, 40. Schwabe Verlag, Basel 2020, S. 183–208, 399–400 (Abstract).
- Katalogeintrag 120 "Berliner Neidhart-Handschrift c". In: Stadt befreit. Wittelsbacher Gründerstädte. Katalog zur Bayerischen Landesausstellung 2020, hrsg. von Peter Wolf, Evamaria Brockhoff, Richard Fischer, Sarah Schormair und Marco Veronesi (Veröffentlichungen zur Bayerischen Geschichte und Kultur 69), Regensburg (Verlag Friedrich Pustet) 2020, S. 127–128.
- Marc Lewon, Birgit Lodes und Reinhard Strohm: Musical Life of the Late Middle Ages in the Austrian Region (c.1340–c.1520): a Historical and Audio-Visual Exploration. In: Musiktheorie. Zeitschrift für Musikwissenschaft, 34, Heft 3. Laaber Verlag, 2019, S. 250–267.
- "Auf die [...] grossen unnd kleinen Geygen / auch Lautten". Strategien zur Intavolierung von Vokalmusik in deutschen Lehrbüchern des frühen 16. Jahrhunderts. In: Basler Beiträge zur historischen Musikpraxis, 39. Schwabe Verlag, Basel 2020, S. 147–169, 540–542 (Abstract & CV).
- Wacław z Szamotuł: Lamentacje na głosy męskie a cappella. Partytura. Rekonstruiert, vervollständigt und als Aufführungsfassung hrsg. von Marc Lewon. Fundacja Equinum, Kraków 2018.
- Transformational Practices in Fifteenth-Century German Music. DPhil Dissertation. Oxford 2018.[4]
- Zwischen Bordun, Fauxbourdon und Discantus – Zum Dilemma instrumentaler Begleitungsstrategien für mittelalterliche Einstimmigkeit. In: Basler Jahrbuch für historische Musikpraxis, 35/36 (2011/2012). Amadeus Verlag, Winterthur 2018, S. 87–118, 320 (Abstract).
- Die Melodienüberlieferung zu Neidhart. In: Margarete Springeth und Franz Victor Spechtler (Hrsg.): Neidhart und die Neidhart-Lieder: Ein Handbuch. Walter de Gruyter, Berlin 2017, S. 169–240.
- Some Observations on the 16th-Century Lute: The Intarsia from the Chapel of Le Château de la Bastie d’Urfé. In: Quarterly of the Lute Society of America, 52/2/3 (2017), S. 9–12.
- The Earliest Source for the Lute: The Wolfenbüttel Lute Tablature. In: Journal of the Lute Society of America, 46 (2013) (2017), S. 1–70, Tafeln 1–6.
- Das Phänomen „Neidhart“. In: Birgit Lodes, Reinhard Strohm, Marc Lewon (Hrsg.): Musikleben des Spätmittelalters in der Region Österreich (ca. 1340–ca. 1520). Universität Wien 2017, Online-Veröffentlichung.
- Jenseits der Hierarchie: Oswald von Wolkenstein als adliger Musiker am Konstanzer Konzil. In: Stefan Morent, Silke Leopold, Joachim Steinheuer (Hrsg.): Europäische Musikkultur im Kontext des Konstanzer Konzils. Jan Thorbecke Verlag, Ostfildern 2017  (= Konstanzer Geschichts- und Rechtsquellen, Bd. 47), S. 131–147.
- Frau Musica, Pythagoras und Frauenlob. Zur Deutung zweier Miniaturen im „Codex Manesse“. In: Fabian Kolb (Hrsg.): Musik der mittelalterlichen Metropole: Räume, Identitäten und Kontexte der Musik in Köln und Mainz, ca. 900–1400. Merseburger, Kassel 2016 (= Beiträge zur rheinischen Musikgeschichte, Bd. 179), S. 369–381.
- A (Re-)Construction of the Wolfenbüttel Lute Tablature-Fragments. In: Quarterly of the Lute Society of America, 51/1 (2016), S. 12–25.
  - In spanischer Übersetzung: Una (re)construcción de los fragmentos de la tablatura de laúd Wolfenbüttel. In: Hispanica Lyra, 25 (Oktober 2019). Übersetzung von César Rodríguez, Notensatz von David Hernández. Separata Musical, S. 1–31.
- Oswald von Wolkenstein: Songs of Myself. Eine ausführlich kommentierte Anthologie von Oswald-Liedern mit einem Vorwort von Andreas Scholl, hrsg. von Marc Lewon. Terem-Music, Basel 2016.
- In German, in Latin and in French: an Annotated Account of a Harlaxton Concert Performance by Ensemble Leones. In: Mary Carruthers (Hrsg.): Language in Medieval Britain: Networks and Exchanges, Proceedings of the 2013 Harlaxton Symposium. Shaun Tyas, Donington 2015 (= Harlaxton Medieval Studies, Bd. 25), S. 144–151.
- Meister Heinrich Frauenlob und Frau Musica. Eine neue Deutung der Frauenlob-Miniatur im „Codex Manesse“. In: Dorothea Klein, Gert Hübner (Hrsg.): Sangspruchdichtung um 1300. Akten der Tagung in Basel vom 7. bis 9. November 2013. Weidmannsche Verlagsbuchhandlung, Hildesheim 2015, (= Spolia Berolinensia, Bd. 33), S. 293–306.
- In het voetspoor van Veldeke. Essay over de verloren melodieën van Hendrik van Veldeke. In: Herman Baeten (Hrsg.): Hendrik van Veldeke en zijn muziek. Alamire, Neerpelt 2014, S. 161–176.
- Die Liedersammlung des Liebhard Eghenvelder: im Ganzen mehr als die Summe ihrer Teile. In: Alexander Rausch, Björn R. Tammen (Hrsg.): Musikalische Repertoires in Zentraleuropa (1420–1450). Prozesse & Praktiken. (= Wiener Musikwissenschaftliche Beiträge, Bd. 26). Böhlau, Wien/Köln/Weimar 2014, S. 299–343.
- In het voetspoor van Veldeke. Essay over de verloren melodieën van Hendrik van Veldeke. In: Herman Baeten (Hrsg.): Hendrik van Veldeke en zijn muziek. Alamire, Neerpelt 2014, S. 161–176, 191–193 (Fußnoten), 212–213 (Bibliographie).
- Vom Tanz im Lied zum Tanzlied? Zur Frage nach dem musikalischen Rhythmus in den Liedern Neidharts. In: Dorothea Klein, Brigitte Burrichter, Andreas Haug (Hrsg.): Das mittelalterliche Tanzlied (1100–1300). Lieder zum Tanz – Tanz im Lied. (= Würzburger Beiträge zur deutschen Philologie, Bd. 37). Würzburg 2012, S. 137–179.
- Wie klang Minnesang? Eine Skizze zum Klangbild an den Höfen der staufischen Epoche. In: Volker Gallé (Hrsg.): Dichtung und Musik der Stauferzeit. Wissenschaftliches Symposium der Stadt Worms vom 12. bis 14. November 2010 (= Schriftenreihe der Nibelungenlied-Gesellschaft Worms, Bd. 7). Worms-Verlag, Worms 2011, S. 69–123.
- Oswald von Wolkenstein als Komponist ein- und mehrstimmiger Lieder. In: Hans-Dieter Mück (Hrsg.): Ich Wolkenstein 1445 – 2011. Begleitbuch zur Ausstellung, Band II. Athesia, Bozen 2011, S. 218–220.
- Oswald von Wolkenstein: Die mehrstimmigen Lieder. In: Ulrich Müller, Margarete Springeth (Hrsg.): Oswald von Wolkenstein. Leben – Werk – Rezeption. De Gruyter, Berlin/New York 2011, S. 168–191.
- Der gesungene Gedichtsvortrag: Eine musikalische Hypothese über die Lieder Walthers von Klingen. In: Stadt Wehr (Hrsg.): Walther von Klingen und das Kloster Klingental zu Wehr. Thorbecke, Ostfildern 2010, S. 131–145.
- (Hrsg.): Das Lochamer Liederbuch in neuer Übertragung und mit ausführlichem Kommentar. 3 Bände. Verlag der Spielleute, Brensbach 2007/2008/2010.
- Alexandre Agricola et ung bon joueur de luz – Agricola und die Laute. In: Nicole Schwindt (Hrsg.): Alexander Agricola – Musik zwischen Vokalität und Instrumentalismus (= Trossinger Jahrbuch für Renaissancemusik, Bd. 6, 2006). Kassel/Basel/London/New York/Prag 2007, S. 141–170.
  - In englischer Übersetzung: Agricola et ung bon joueur de luz – Agricola and the Lute. In: Quarterly of the Lute Society of America, Vol. XLIII, No. 4, November 2008, S. 7–21.
- (Hrsg. mit Albrecht Haaf): „Nu wol ûf, ritter, ez ist tac!“ Die Tagelieder des von Wissenlo mit Melodien. Verlag der Spielleute, Brensbach 2004.
- Auf der Suche nach der „verlorenen“ Musik. (Über den Ursprung und die Entwicklung der musikalischen Notation mit zahlreichen Abbildungen). In: Karfunkel – Zeitschrift für erlebbare Geschichte. Nr. 46, Juni/Juli 2003, S. 116–121 und Nr. 47, August/September 2003, S. 22–27.
- Einführung zur Musik im Mittelalter. Artikel, Erstveröffentlichung auf der CD-ROM Burg, Ritter, Spielmann. (2000); Gedruckt in: Karfunkel – Zeitschrift für erlebbare Geschichte. Nr. 31, September/Oktober 2000, S. 30–34 und Nr. 32, November/Dezember 2000, S. 28–33.
- Mittelalterliche Musik verstehen, oder: den Hörer in die Pflicht nehmen. In: Karfunkel – Zeitschrift für erlebbare Geschichte. Nr. 34, Juni/Juli 2000, S. 19.

## Diskografie
- Der Krasiński-Codex – Musik des 15. Jahrhunderts aus Krakau – Gesamtaufnahme (3 CDs). CD 1 REGINA GLORIOSA: marianische Lieder aus dem mittelalterlichen Krakau; CD 2 CRACOVIA: Lieder für Krakau und das Königshaus; CD 3 MISSAE ET MOTETTI: europäische Meister und einheimische Werke, Ensemble Dragma & Ensemble Peregrina (Raumklang, 2024)
- Antoine Gosswin – Selected Works, Le Miroir de Musique (Ricercar, 2023)
- Orpheus' Echo – A Carolingian Soundscape. Ensemble Per-Sonat (Christophorus, 2023)
- Unicum – New Songs from the Leuven Chansonnier. Ensemble Leones (Naxos 8.574395, 2023) – Gesamteinspielung der 12 Unica des Leuven Chansonniers
- Mikołaj Gomółka – Melodie na psałterz polski. Opera Omnia, vol. 9 Psalmy prorocze & Psalmy błagalne III, vol. 10 Psalmy pochwalne. Chór Polskiego Radia, Maciej Gocman (Stimme), Elizabeth Rumsey (Bassgambe), Andrzej Mikołaj Szadejko (Orgelpositiv), Compass Viol Consort, Agnieszka Budzińska-Bennett (Leitung, gotische Harfe) (Polskie Radio S.A. / Agencja Muzyczna: PRCD 2226-2227, 2022)
- SENNFL – Lieder & Motetten von Ludwig Senfl. Singer Pur & Ensemble Leones (Oehms Classics, 2022)
- Mare Balticum Vol. 4 – Pomerania. Music from northern Germany and Poland (14th–15th century). ensemble Peregrina (Tacet, 2021)
- Mikołaj Gomółka – Melodie na psałterz polski. Opera Omnia, Opera Omnia, vol. 5 Psalmy historyczne, vol. 6 Psalmy błagalne I. Chór Polskiego Radia, Marc Lewon (Laute), Tomasz Dobrzański (Alta Capella-Ensemble), Elizabeth Rumsey (Bassgambe), Andrzej Szadejko (Orgelpositiv), Agnieszka Budzińska-Bennett (Leitung) (Polskie Radio S.A. / Agencja Muzyczna: PRCD 2222–2223, 2021)
- Johannes Martini – La Fleur de Biaulté, Le Miroir de Musique (Ricercar, 2021)
- Song of Beasts – Fantastic Creatures in Medieval Song, Ensemble Dragma (Agnieszka Budzińska-Bennett, Jane Achtman, Marc Lewon) (Ramée, 2020)
- Mare Balticum Vol. 3 – Wizlav von Rügen. 13./14. Jahrhundert. Sämtliche Lieder und Sprüche / Complete Songs. ensemble Peregrina (Tacet, 2020)
- Two Lutes with Grace – Plectrum Lute Duos of the Late 15th Century. Marc Lewon, Paul Kieffer, Grace Newcombe (Naxos 8.573854, 2020)
- Das Augsburger Osterspiel. Ensemble Per-Sonat (Verein für Augsburger Bistumsgeschichte e. V., 2019)
- Mikołaj Gomółka – Melodie na psałterz polski. Opera Omnia, vol. 3 Psalmy dziękczynne i pokutne, vol. 4 Psalmy królewskie. Chór Polskiego Radia, Marc Lewon (Laute, Viola d'arco), Jerzy Żak (Laute), Compass Viol Consort, Agnieszka Budzińska-Bennett (Leitung) (Polskie Radio S.A. / Agencja Muzyczna: PRCD 2220–2221, 2019)
- Mare Balticum Vol. 2 – Medieval Finland and Sweden. ensemble Peregrina (Tacet, 2019)
- Kaiser Maximilian I. – Lieder, Chansons, Tänze. Per-Sonat (Christophorus, 2019)
- Johannes de Lymburgia – Gaude felix Padua. Le Miroir de Musique (Ricercar, 2019)
- Sub Ursae – Under the Northern Sky. Complete works of the Polish Renaissance master Wacław z Szamotuł (Venceslaus Schamotulinus). Cracow Singers, Marc Lewon (Laute), Agnieszka Budzińska-Bennett (künstlerische Leitung) (raumklang: RK 3801, 2018) – enthält die Ersteinspielung der rekonstruierten Lamentationes des Wacław z Szamotuł
- Mikołaj Gomółka – Melodie na psałterz polski. Opera Omnia, vol. 1 Psalmy pielgrzymow, vol. 2 Psalmy poranne  i wieczorne. Chor Polskiego Radia, Marc Lewon (Laute, viola d'arco), Paul Kieffer (Laute, Renaissancegitarre), Compass Viol Consort, Agnieszka Budzińska-Bennett (Harfe, Leitung) (Polskie Radio S.A. / Agencja Muzyczna: PRCD 2218-2219, 2018)
- In seculum viellatoris – The Medieval Vielle. Baptiste Romain, Le Miroir de Musique (Ricercar, 2018)
- Echoes of Harmony – Early Music reworked. chant 1450 (Sub Rosa, 2017)
- Bis an der Welt ihr Ende – Deutsche Lieder der Reformationszeit. Ensemble Per-Sonat (Christophorus, 2017)
- Codex 457 – Musik des Mittelalters aus Tirol. ensemble Peregrina (musikmuseum, 2017)
- Johannes Tinctoris – Secret Consolations. Le Miroir de Musique (Ricercar, 2017)
- Straight from the Heart – The Chansonnier Cordiforme. Ensemble Leones (Naxos 8.573325, 2016)
- Arnold & Hugo de Lantins (fl. 1415-1430). Secular Works. Le Miroir de Musique (Ricercar, 2016)
- De arte saltandi – Die Tänze des Domenico da Piacenza (ca. 1450). Basel Domenico Project (Terem-Music / Schola Cantorum Basiliensis 2015) – enthält sämtliche Tänze, die Domenico da Piacenza zugeschrieben werden, in tanzbarer Fassung (Aufnahme von 2007)
- Hör, kristenhait! Sacred Songs by the Last of the Minnesingers (Oswald von Wolkenstein, Der Mönch von Salzburg et al.). Ensemble Leones (Christophorus, 2015)
- Argentum et Aurum – Musical Treasures from the Early Habsburg Renaissance. Ensemble Leones (Naxos 8.573346, 2015)
- Kingdom of Heaven – Heinrich Laufenberg. Ensemble Dragma (Agnieszka Budzińska-Bennett, Jane Achtman, Marc Lewon) (Ramée, 2014) – enthält die Ersteinspielung aller Stücke der frühesten Lautenquelle, der "Wolfenbütteler Lautentabulatur" (ca. 1460)
- The Cosmopolitan – Songs by Oswald von Wolkenstein. Ensemble Leones (Christophorus, 2014) mit einem Vorwort von Dieter Kühn
- Ave meres sterne – Deutsche Weihnachtsmusik des Mittelalters. La Mouvance (Zweitausendeins Edition, 2013)
- Colours in the Dark – The Instrumental Music of Alexander Agricola. Ensemble Leones (Christophorus, 2013) – enthält die Ersteinspielung der agricologies VIII & IX von Fabrice Fitch
- The Birth of the Violin. Le Miroir de Musique (Ricercar, 2013)
- Heinrich Isaac: Ein frölich wesen. Secular & textless music. Ensemble Les Flamboyants (Christophorus, 2012)
- Das Glogauer Liederbuch (The Glogau Song Book). Songs, Comic Tales and Tails. Sabine Lutzenberger, Martin Hummel, Marc Lewon & Ensemble Dulce Melos (Naxos 8.572576, 2012)
- Veiled Desires. Lives and Loves of Nuns in the Middle Ages / Nonnenliebe und Nonnenleben im Mittelalter / Vie et amour de nonnes au Moyen Âge. ensemble peregrina (Raumklang, 2012)
- La Bella Mandorla. Madrigals from the Codex Squarcialupi. ensemble palatino87 (cpo, 2012)
- Neidhart. A Minnesinger and his „Vale of Tears“: Songs and Interludes. Ensemble Leones (Naxos 8.572449, 2012) – enthält die erste Gesamteinspielung des Frankfurter Neidhart-Fragmentes (früheste Musikquelle zu Neidhart, ca. 1300)
- Le Maître de „Fricassée“. Secular Music of Jean Japart (15th century). Les Flamboyants (Christophorus, 2011)
- Frolich, zärtlich, lieplich... Oswald von Wolkenstein. Liebeslieder/Love songs/Chansons d’amour/Canzoni d’amore. Ensemble Unicorn (Raumklang, 2011)
- Les fantaisies de Josquin – The Instrumental Music of Josquin Desprez. Ensemble Leones (Christophorus, 2011) – enthält die Ersteinspielung der Komposition Sei gelobt, du Baum von Arvo Pärt
- Amor vincit omnia – Medieval Love Songs. a chantar (Christophorus, 2011)
- La contenance angloise – English Style in 15th century Burgundy – Dunstable & Dufay, Binchois, Brassart. chant1450 (Christophorus, 2010)
- Camino de Santiago, Villasirga, Montserrat – Medieval Music from Spanish Pilgrimages. Early Music Freiburg (Christophorus, 2010)
- Sotto l’imperio del possente prince – Hommage Music of the 14th and 15th Century. Ensemble Perlaro (Panclassics, 2010)
- Oswald von Wolkenstein – Songs of Myself. Andreas Scholl & Shield of Harmony (Crawford Young, Kathleen Dineen, Margit Übellacker, Marc Lewon) (Harmonia Mundi, 2010)
- Danse et Chanson. Grand Désir (Aliud, 2009)
- Vincenzo da Rimini. (Live-Aufnahme mit dem Gesamtwerk Vincenzos in Kombination mit einer neuen Transkription und musikwissenschaftlichen Analyse der Werke von Vincenzo da Rimini als CD-Beilage in: Vincenzo da Rimini – Amintore Galli, hrsg. von Emilio Sala (= Quaderno delle notti Malatestiane 2008, Rimini 2008)), Ensemble Perlaro (Rimini, 2008)
- Kyrie. The Oxford Clerkes & Ensemble Le Basile (The Gift of Music, 2008)
- Das Lochamer Liederbuch. Ensemble Dulce Melos & Martin Hummel (Naxos 8.557803, 2008)
- Cum Tympano. Early Music Freiburg (Christophorus, 2007)
- Tamburi Mundi – Live 2007. Early Music Freiburg (Murat Coskun, 2007)
- Liebes langer mangel ist meines herzen angel. Ensemble Unicorn (Schloss Tirol, 2007)
- Otfrid von Weißenburg (800–870): Liber Evangeliorum. ensemble officium (Christophorus, 2005)
- Tempus fugit. Early Music Freiburg (Christophorus, 2003)
- Giovanni Pierluigi da Palestrina: Le Vergini di Petrarca. ensemble officium (Christophorus, 2001)
- Nu wol ûf, ritter, ez ist tac! Die Tagelieder des von Wissenlo. Early Music Freiburg (Verlag der Spielleute, 2001)
- Pilgerwege. Early Music Freiburg (Verlag der Spielleute, 2000)
- Lima-Liturgie – Maxime Kovalevsky. ensemble officium (Christophorus, 2000)
- Argentea. Wünnespil (Verlag der Spielleute, 2000)
- Eure Ohren werden Augen machen. Oni Wytars (KZK, 1997)
- Ich, Michel Beheim. Ensemble Trecento, (Verlag der Spielleute, 1997) – Ersteinspielung aller Melodien des Sangspruchdichters Michel Beheim